# Harold Faltermeyer
Harold Faltermeyer (născut Harald Faltermeier, n. 5 octombrie 1952, München, RFG) este un muzician german.
S-a remarcat nu numai ca interpret la pian, orgă și sintetizator, ci și în calitate de compozitor și producător de înregistrări.
A realizat coloane sonore pentru diverse filme și a colaborat cu artiști și formații ca: Donna Summer, Amanda Lear, Patti LaBelle, Barbra Streisand, Glenn Frey, Blondie, Laura Branigan, La Toya Jackson, Billy Idol, Jennifer Rush, Alexis, Cheap Trick, Sparks, Bob Seger, Chris Thompson, Bonnie Tyler, Al Corley și Pet Shop Boys.
A câștigat două Premii Grammy:
- 1986: pentru coloana sonoră a filmului „Beverly Hills Cop”;
- 1987: pentru piesa Top Gun Anthem realizată împreună cu chitaristul Steve Stevens și devenită coloană sonoră pentru filmul Top Gun.